# Hans Erich Nossack
Hans Erich Nossack (Amburgo, 30 gennaio 1901 – Amburgo, 2 novembre 1977) è stato uno scrittore, drammaturgo e giornalista tedesco, uno degli scrittori tedeschi del secondo dopoguerra più popolari e apprezzati dal pubblico.

## Biografia

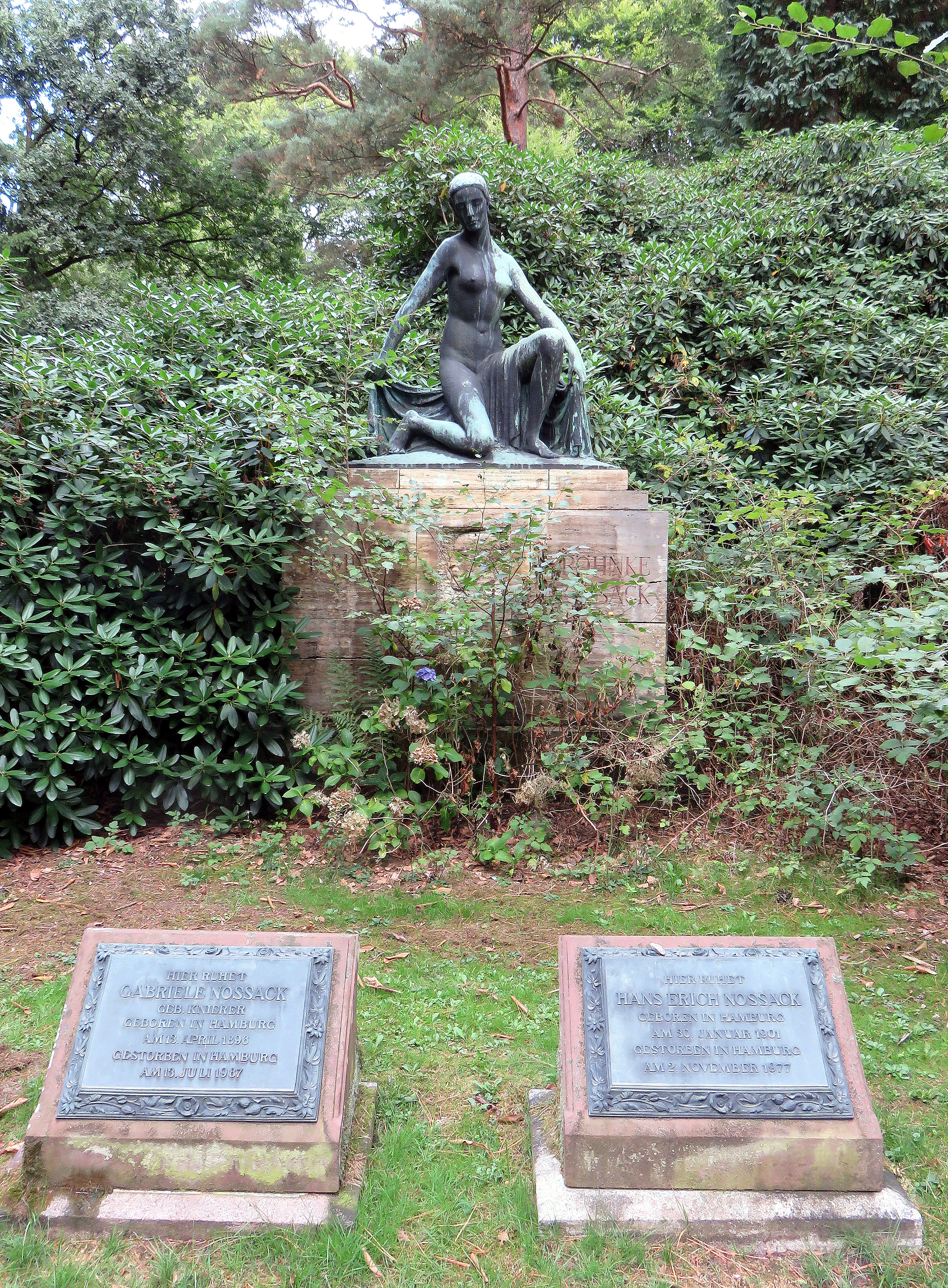
Tomba di Nossack, cimitero di Ohlsdorf

Hans Erich Nossack esordì nella letteratura già da adolescente, con opere di generi differenti, che però vennero censurate dal regime nazista e che furono distrutte, per la maggior parte, durante un bombardamento nella seconda guerra mondiale.
Quindi le sue prime pubblicazioni risalirono al dopoguerra, quando si mise in evidenza come un importante esponente dell'avanguardia.
Uno dei temi principali delle sue opere, racconti, drammi, saggi, riguardò le possibilità di una vita dignitosa e decorosa nell'ambito della società contemporanea e dell'esistenza della vita umana alla luce di quanto accaduto prima e durante la seconda guerra mondiale.
La una prosa vicina al surrealismo, si intrise di elementi esistenzialisti, più aderenti con i pensatori e scrittori francesi, Albert Camus e Jean-Paul Sartre, che con i filosofi tedeschi.
Nossack si dimostrò uno degli interpreti più singolari e problematici delle tematiche belliche e sociali.
Dopo il romanzo fantastico Nekya. Rapporto di un sopravvissuto (Nekya. Bericht eines Überlebenden, 1947), il cui titolo è derivato dal canto XI dell'Odissea, dove si descrive il regno dei morti, il suo scritto più importante si rivelò Intervista con la morte (Interview mit dem Tode, 1948), incentrato su dieci narrazioni, sia autobiografiche sia fantasiose, tra le quali emerse quella sulla distruzione di Amburgo.
Il titolo del romanzo rispecchiò tutta la sua produzione letteraria, basata sulla tematica della fine, del crollo, con conseguenze nichilistiche.
Anche l'argomento dell'amore, fondamentale nei romanzi Al più tardi in novembre (Spätestens im November, 1955, tradotto in italiano nel 1960) e Il fratello minore (Der jüngere Bruder, 1958), si coniugò con la tematica della morte.
Il suo stile letterario, ricco di simboli e parabole fu molto distante da una narrazione realistica, inoltre gli aspetti visionari ingrandirono il tono irreale.

## Opere
- Poesie (Gedichte, 1947);
- Nekya. Rapporto di un sopravvissuto (Nekya. Bericht eines Überlebenden, 1947);
- Intervista con la morte (Interview mit dem Tode, 1948);
- Der Untergang (1948, racconto);
- Il cavaliere marcio (Die Rotte Kain, 1950, dramma);
- Al più tardi in novembre (Spätestens im November, 1955, tradotto in italiano nel 1960);
- Spirale. Romanzo di una notte insonne (Spirale. Roman einer schlaflosen Nacht, 1956, traduzione in italiano nel 1962);
- Il fratello minore (Der jüngere Bruder, 1958);
- Dopo l'ultima rivolta (Nach dem letzten Aufstand, 1961);
- La causa d'Arthez (Der Fall d'Arthez, 1968);
- Al vincitore sconosciuto (Dem unbekannten Sieger, 1969);
- La melodia rubata (Die gestohlene Melodie, 1972);
- Una persona felice (Ein glücklicher Mensch, 1975).